# 인천안목 권상 (충청북도 유형문화재 제266호)
인천안목 권상(人天眼目 卷上)은 충청북도 충주시 직동, 석종사에 있는 조선시대의 불서이다. 2005년 1월 7일 충청북도의 유형문화재 제266호로 지정되었다.

## 개요
오산 회암지소가 저술하였으며 총 63페이지이다. 권미(券尾) '지정십칠년'(至正十七年)은 고려 공민왕 6년(1357)에 해당하며 이 판본은 이색(李穡)의 발문에 기록되어 있듯이 원나라에 세워진 '고려대성수경선사'(高麗大聖壽慶禪師)에서 선종의 고승인 오종(五宗)의 행적을 기록한 것으로 우리나라 진성군(晉城君) 강금강(姜金剛)이 중간한 판본을 조선시대 태조의 왕사였던 무학대사(武學大師)가 입수하여 회암사(檜巖寺)에서 번각(飜刻)한 것으로 보여진다.

## 참고 자료
- 인천안목 권상 - 국가유산청 국가유산포털